# 사직역
사직역(Sajik station, 社稷驛)은 대한민국 부산광역시 동래구 사직동에 있는 부산 도시철도 3호선의 전철역이다.

## 안내방송
예전에는 프로야구 정규 시즌일 경우 수영행 열차에서는 이 역 안내방송에서 롯데 자이언츠의 강민호 선수의 안내방송이 송출되었으나 현재는 송출되지 않는다.

## 역 구조
출입구는 4개이다.

### 승강장
2면 2선의 상대식 승강장을 갖춘 지하역이며, 완전밀폐형 스크린도어가 설치되어 있다.
| 종합운동장 ↑ |
| \| 상        |
| ↓ 미남       |

| 상행 | ● 부산 도시철도 3호선 | 연산·수영 방면 |
| 하행 | ● 부산 도시철도 3호선 | 구포·대저 방면 |

## 역 주변
- 부산사직종합운동장
- 부산빅토리움
- 부산아시아드주경기장 (프로축구 K리그2 부산 아이파크 홈구장)
- 부산종합운동장 보조경기장
- 사직야구장 (프로 야구 KBO 리그 롯데 자이언츠 홈구장)
- 사직실내체육관 (프로농구 부산 KCC 이지스 홈구장), (여자프로농구 부산 BNK 썸 홈구장)
- 사직실내수영장
- 부산아시아드조각광장

## 승차량 변동
| 노선  | 승차 인원 | 승차 인원 | 승차 인원 | 승차 인원 | 승차 인원 | 승차 인원 | 승차 인원 | 승차 인원 | 주 석 |
| 노선  | 2005년    | 2006년    | 2007년    | 2008년    | 2009년    | 2010년    | 2011년    | 2012년    | 주 석 |
| ----- | --------- | --------- | --------- | --------- | --------- | --------- | --------- | --------- | ----- |
| 3호선 | 2487      | 3335      | 4016      | 4822      | 5071      | 5258      | 5848      | 5830      | [ 3 ] |
| 노선  | 2013년    | 2014년    | 2015년    | 2016년    | 2017년    | 2018년    | 2019년    | 2020년    |       |
| 3호선 | 5433      | 5478      | 5495      | ?         | ?         | ?         | ?         | ?         | [ 3 ] |

## 사진

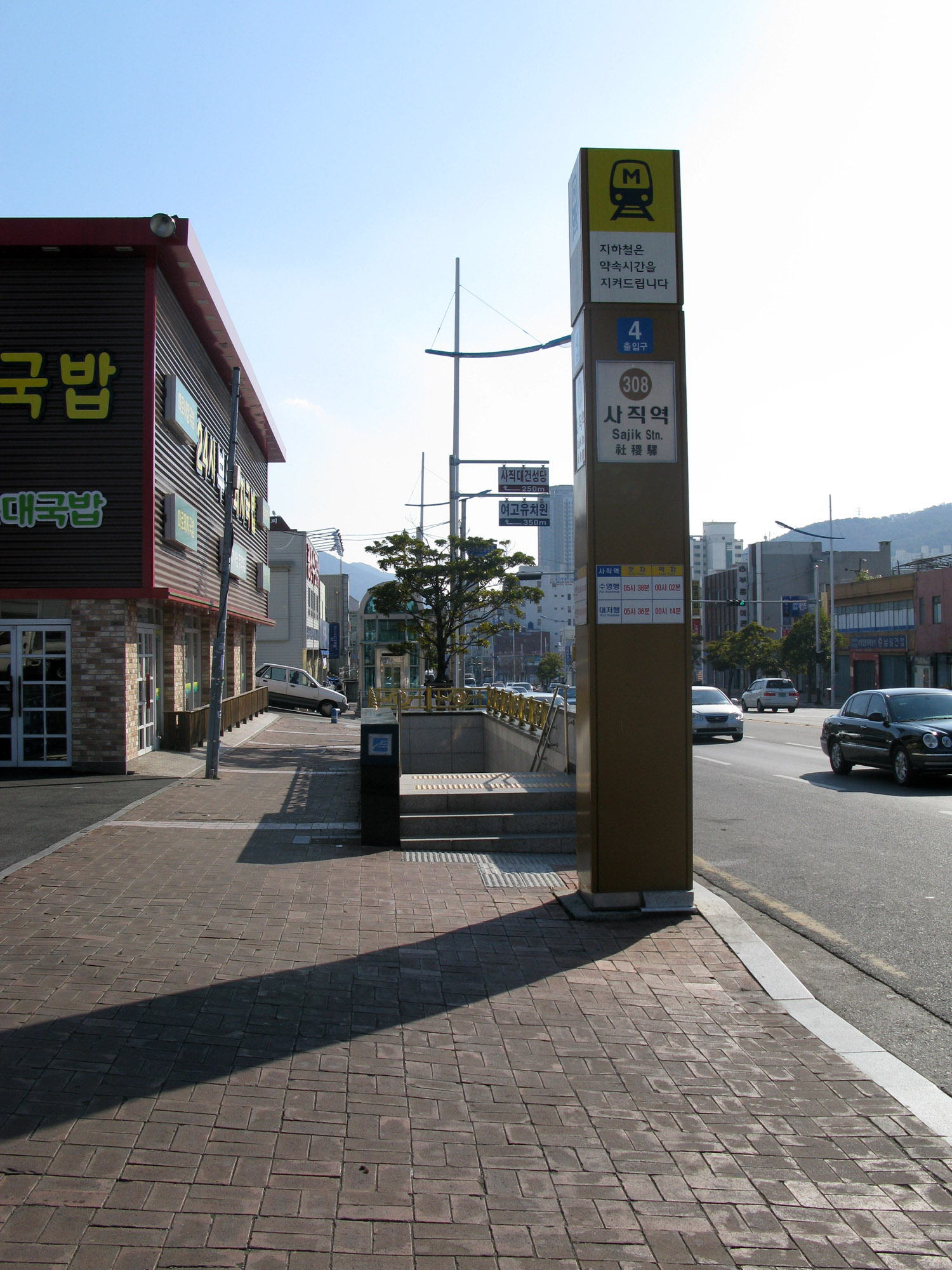
4번 출입구
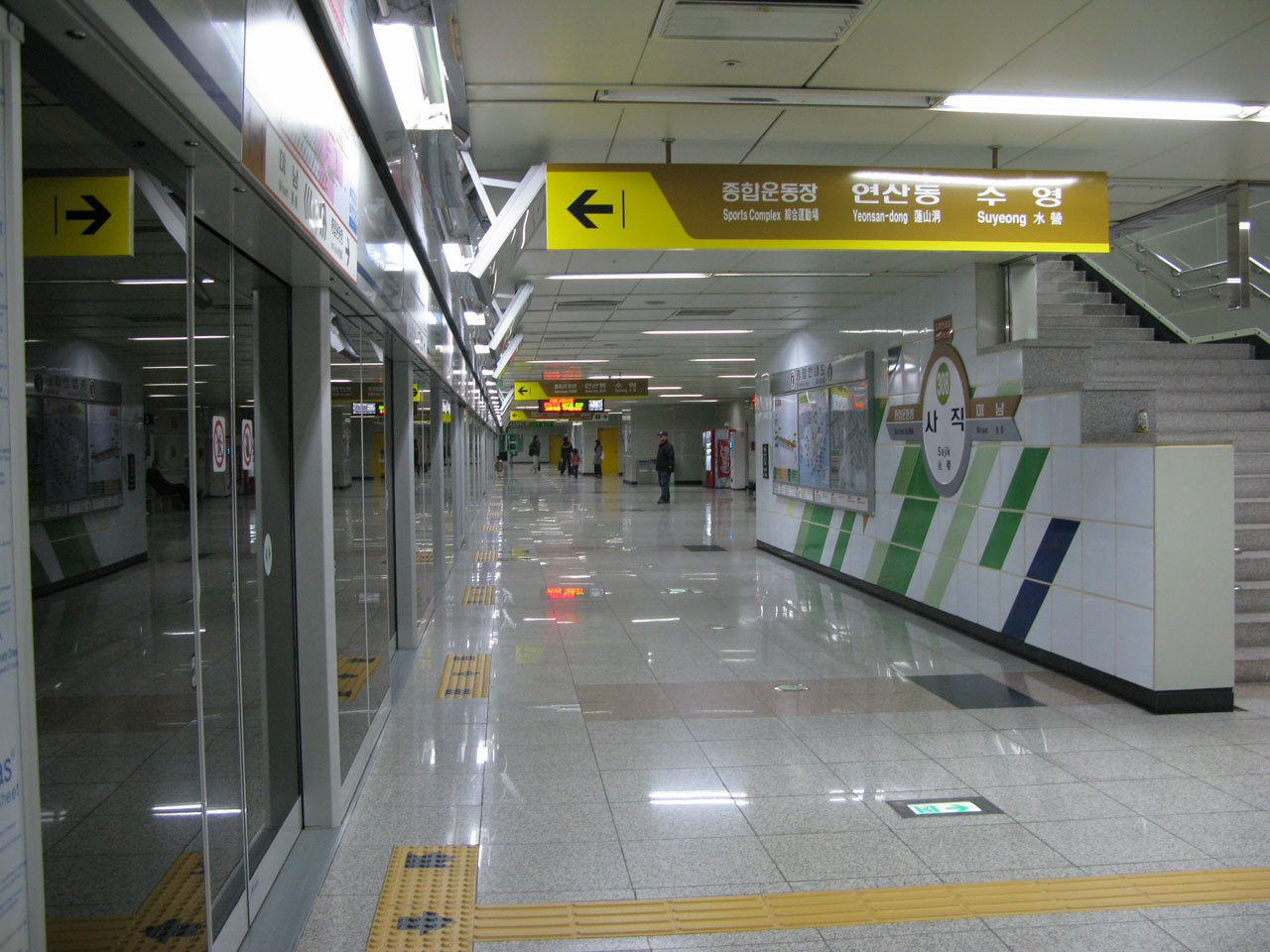
수영 방향 승강장

## 인접한 역
| 부산 도시철도 3호선      | 부산 도시철도 3호선   | 부산 도시철도 3호선 |
| ------------------------ | --------------------- | ------------------- |
| 307 종합운동장 수영 방면 | ● 부산 도시철도 3호선 | 309 미남 대저 방면  |